# Ředitelství vodních cest ČR
Ředitelství vodních cest ČR (ŘVC ČR) je organizační složka státu zřízená Ministerstvem dopravy České republiky. Zřízeno bylo rozhodnutím ministra dopravy a spojů z 12. března 1998 k 1. dubnu 1998.
Jeho cílem je zabezpečení přípravy a realizace výstavby a modernizace dopravně významných vodních cest a dalších staveb nutných pro provoz na vodních cestách. Mezi jeho investiční činnost patří modernizace a výstavba plavebních komor, výstavba přístavů a přístavišť, zdvihání mostů přes řeky, budování povodňové ochrany plavidel a realizace rozvojových záměrů typu výstavby Plavebního stupně Děčín.
Roční rozpočet ŘVC je nižší než 2 miliardy Kč, v minulosti se vážně uvažovalo o jeho úplném zániku a jeho transformaci v oddělení ministerstva dopravy.

## Cíle rozvoje vodních cest
- zvýšení spolehlivosti a bezpečnosti včetně povodňové ochrany plavidel (např. Plavební stupeň Děčín, rekonstrukce plavebních komor, zavádění Říčního informačního systému)
- prodloužení splavnosti do Pardubic (pozastaveno)
- zvyšování parametrů vodních cest (podjezdné výšky mostů, plavební úžina Chvatěruby)
- rozvoj přístavů
- rozvoj rekreační plavby včetně infrastruktury

## Správa přístavů, přístavišť a kotvišť
ŘVC spravuje a provozuje přístaviště u nábřeží Edvarda Beneše v Praze, přístav Hluboká nad Vltavou, dva přístavy na Baťově kanále (Petrov a Veselí nad Moravou), řadu rekreačních přístavišť na Labi a přístavní území České republiky v Hamburku. Provozuje také pohyblivé mosty na kanálu Vraňany–Hořín.
V Praze na Vltavě provozuje servisní plavidlo SP 150, které zásobuje palivem pražské výletní lodě a odčerpává z nich odpadní vody, a na Labi vlečný remorkér Beskydy.

## Vedení
V čele Ředitelství vodních cest ČR stojí ředitel.
| Č. | Jméno           | Od              | Do              | Poznámka        |
| -- | --------------- | --------------- | --------------- | --------------- |
| 1. | Michael Trnka   | 1998            | 1998            |                 |
| 2. | Vladimír Kadlec | 1998            | 2004            |                 |
| 3. | Miroslav Šefara | červen 2004     | 27. dubna 2011  |                 |
| –  | Karel Peška     | 9. května 2011  | 15. června 2011 | pověřen řízením |
| 3. | Jiří Blažek     | 15. června 2011 | 25. října 2011  |                 |
| –  | Jan Skalický    | 25. října 2011  | 1. října 2013   | pověřen řízením |
| 4. | Lubomír Fojtů   | 2. října 2013   | dosud           |                 |

## Pochybnosti o zadávání veřejných zakázek
Státní fond dopravní infrastruktury v září 2013 pozastavil ŘVC ČR všechny platby ve výši zhruba půl miliardy korun kvůli pochybením při zadávání nejméně 10 veřejných zakázek v hodnotě kolem 15 milionů korun, na které přišla kontrola.

## Transformace
Podle zpráv z června 2015 ministerstvo dopravy uvažovalo transformaci organizace na státní podnik. V době zveřejnění této informace byl záměr ve fázi materiálu zpracovaného pro poradu ministra. Forma státního podniku by podle záměru umožnila lépe hospodařit se státním majetkem, například s českými přístavy nebo s českým přístavem v Hamburku. Transformace by umožnila, aby organizace mohla samostatně hospodařit s nájmy z přístavů a investovat je zpět do rozvoje vodní dopravy. Transformace by údajně také umožnila zaměstnávat více expertů, které si dosud organizace jen jednorázově najímala pro obtížnější projekty.